# Штрейс, Раиса Ивановна
Раи́са Ива́новна Штре́йс (24 февраля 1929 — 31 декабря 2013) — советский и российский работник сельского хозяйства, c 1971 по 2013 год — генеральный директор производственного объединения «Лето» (Тосненский район, Ленинградская область). Герой Социалистического Труда (28 декабря 1988), заслуженный работник сельского хозяйства Российской Федерации (2000), кандидат сельскохозяйственных наук (1964).

## Биография
Раиса Штрейс родилась 24 февраля 1929 года в селе Безводном. После окончания в 1951 году Ленинградского сельскохозяйственного института получила квалификацию агронома-плодоовощевода и по распределению пришла работать в совхоз «Тепличный», расположенный в Тосненском районе Ленинградской области.
С данным совхозом оказалась связана вся трудовая деятельность Р. И. Штрейс. Она трудилась агрономом, старшим агрономом теплично-парникового комбината, директором совхоза. А в 1971 году стала инициатором создания на его базе первого в Советском Союзе специализированного сельскохозяйственного производственного объединения «Лето» (по состоянию на 2013 год — закрытое акционерное общество «Лето»). Под её руководством в Ленинградской области было построено и освоено 8 тепличных комбинатов, в теплицах которых ежегодно выращивались десятки тысяч тонн различных овощей — огурцов, помидоров, перца, баклажанов, зелени. Вся продукция напрямую поставлялась на прилавки магазинов Ленинграда (ныне — Санкт-Петербург) и Москвы. Кроме того, сотрудниками объединения «Лето» были разработаны особые методы биологической защиты растений от большинства вредителей, позволившие практически отказаться от применения ядохимикатов и гарантировать экологическую безопасность продуктов. Фирма «Лето» неоднократно награждалась международными дипломами и призами за высокое качество своей продукции.
28 декабря 1988 года за достижение выдающихся результатов в развитии овощеводства защищённого грунта, освоение интенсивных технологий, большой личный вклад в увеличение производства продукции и проявленную при этом трудовую доблесть, Указом Президиума Верховного Совета СССР Раисе Ивановне Штрейс было присвоено звание Героя Социалистического Труда с вручением ордена Ленина и золотой медали «Серп и Молот».
Р. И. Штрейс также являлась заслуженным работником сельского хозяйства Российской Федерации (2000) и кандидатом сельскохозяйственных наук (1964). За годы жизни она написала 21 научную работу и получила 3 авторских свидетельства на изобретение.
Была активным общественным деятелем, избиралась депутатом Ленинградского областного совета шести созывов, Тосненского районного совета двух созывов, муниципального образования Московского района. Также она являлась президентом Ленинградского отделения Российского фонда милосердия и принимала активное участие в работе Совета межрегиональной организации Санкт-Петербурга и Ленинградской области Всероссийской общественной организации ветеранов (пенсионеров) войны, труда, вооружённых сил и правоохранительных органов.
В последние годы жизни она продолжала работать в том же производственном объединении, оставаясь генеральным директором САОЗТ «Лето».
Раиса Ивановна Штрейс скончалась в Петербурге 31 декабря 2013 года на 85-м году жизни и была похоронена 4 января 2014 года на Южном кладбище. Отпевание усопшей, проходившее в храме Казанской иконы Божией Матери Новодевичьего монастыря, совершил настоятель Князь-Владимирского собора протоиерей Владимир Сорокин. Соболезнования в связи с кончиной Раисы Штрейс выразил губернатор Санкт-Петербурга Георгий Полтавченко.

Целеустремлённый, талантливый руководитель, Раиса Штрейс всегда была полна новых идей и замыслов. Она много сделала для того, чтобы самые передовые достижения отечественной сельскохозяйственной науки активно внедрялись в практику агропромышленного комплекса нашего региона, чтобы на столе у петербуржцев круглый год были свежие, экологически чистые овощи.— выдержка из текста соболезнования губернатора Санкт-Петербурга Г. С. Полтавченко родным и близким Раисы Ивановны Штрейс

## Семья
Раиса Штрейс была замужем, имела двух сыновей.

## Награды и звания
- Герой Социалистического Труда (28 декабря 1988)
- 2 ордена Ленина
- орден Октябрьской Революции
- орден Трудового Красного Знамени
- орден «Знак Почёта»
- 5 золотых и 5 серебряных медалей ВДНХ
- другие медали
- почётное звание Заслуженный работник сельского хозяйства Российской Федерации (2000)
- лауреат конкурса «Женщина-97 Ленинградской области».

## Память
- В честь Раисы Ивановны Штрейс в Санкт-Петербурге назван сквер на пересечении Дунайского проспекта и Пулковского шоссе[8][9].